# Inmunidad presidencial en los Estados Unidos
El presidente de los Estados Unidos disfruta de un grado de inmunidad frente a juicios mientras está en el cargo; no se ha probado legalmente si existe una inmunidad penal comparable. Ni la inmunidad se otorga explícitamente en la Constitución ni en ningún estatuto federal.
La Corte Suprema de los Estados Unidos encontró en Nixon contra Fitzgerald (1982) que el presidente tiene inmunidad absoluta frente a las acciones civiles por daños y perjuicios con respecto a la conducta dentro del «perímetro exterior» de sus funciones. Sin embargo, en Clinton contra Jones (1997), el tribunal falló en contra de la inmunidad temporal de los presidentes en ejercicio de los juicios que surgieron de la conducta anterior a la presidencia. Algunos académicos también han sugerido una inmunidad de arresto y procesamiento penal, un punto de vista que se ha convertido en la práctica del Departamento de Justicia en un par de memorandos (1973 y 2000) de la Oficina de Asesoría Legal. Los presidentes Richard Nixon, Bill Clinton y Donald Trump fueron investigados penalmente mientras estaban en el cargo, pero ninguno fue procesado y ningún tribunal se pronunció sobre el tema de la inmunidad penal.

## Inmunidad civil

### Trasfondo
La Constitución de los Estados Unidos otorga inmunidad legislativa a los miembros del Congreso a través de la Cláusula de Discurso o Debate, pero no tiene una concesión comparable explícita para el presidente. Los primeros políticos estadounidenses, incluidos los de la Convención de Filadelfia, estaban divididos en cuanto a si debería existir tal inmunidad. Sin embargo, históricamente los tribunales encontraron que el presidente tenía inmunidad absoluta de cualquier responsabilidad por daños personales por actos realizados en el ejercicio de sus funciones. La primera demanda presentada directamente contra un presidente fue Mississippi contra Johnson (1867), en el que la Corte Suprema de los Estados Unidos dictaminó que Andrew Johnson no podía ser demandado porque las acciones en cuestión eran discrecionales. Spalding contra Villas (1896) afirmó que los funcionarios del gabinete federal gozaban de inmunidad absoluta por acciones «más o menos» dentro del ámbito de sus funciones; Barr contra Matteo (1959) extendió esto a todos los funcionarios ejecutivos federales.

### Demandas contra Nixon
Ningún tribunal estaba dispuesto a ejercer jurisdicción sobre el presidente hasta que el Tribunal de Distrito de D. C. lo hizo sobre Richard Nixon en Minnesota Chippewa Tribe contra Carlucci (1973). Después de que la Corte de Apelaciones del Circuito de D. C. dictara una sentencia declaratoria contra Nixon en Sindicato Nacional de Empleados del Tesoro contra Nixon (1974) y contemplaba la posibilidad de un mandato judicial contra él, comenzó una ola de juicios directamente contra Nixon. En 1978, en Butz contra Economou, la Corte Suprema de los Estados Unidos sostuvo que en una causa de acción constitucional (como se permite en Bivens contra Seis Agentes Designados Desconocidos [1971]), Spalding y Barr (que se referían a las causas de acción del derecho consuetudinario) no controlaban, y los funcionarios ejecutivos federales solo tenían derecho a inmunidad calificada, no absoluta. Al año siguiente en Halperin contra Kissinger, el Circuito de D. C. extendió esa lógica a Nixon, quien para entonces ya había renunciado.
En 1978, el denunciante A. Ernest Fitzgerald agregó al expresidente Nixon a su demanda contra varios funcionarios involucrados en su despido del Departamento de la Fuerza Aérea. Esto resultó en la apelación colateral Nixon contra Fitzgerald (1982), en el que la Corte Suprema de los Estados Unidos dictaminó que un presidente anterior o actual era absolutamente inmune a las demandas por actos dentro del «perímetro exterior» de sus funciones, citando el «estatus único del presidente bajo la Constitución». Un disidente de cuatro jueces objetó un alcance que incluía violaciones intencionales de la Constitución y habría otorgado inmunidad solo a ciertas funciones de la presidencia.

### Clinton contra Jones
Paula Jones demandó a Bill Clinton en 1994 por varios cargos relacionados con presuntamente acosarla sexualmente cuando él era gobernador de Arkansas. Clinton, para entonces presidente, buscó tanto desestimar el caso con prejuicio sobre la base de la inmunidad como suspender el estatuto de limitaciones por la duración de su presidencia. El tribunal se negó a desestimar, pero suspendió el juicio hasta que terminara la presidencia de Clinton. El Octavo Circuito afirmó, y en Clinton contra Jones, la Corte Suprema de los Estados Unidos, a su vez, confirmó el Octavo Circuito, sosteniendo que la inmunidad presidencial generalmente no se extiende a las demandas sobre asuntos anteriores a la toma de posesión del presidente.

## Inmunidad penal

### Trasfondo
Varias fuentes han repetido la afirmación de que Ulysses S. Grant fue arrestado en el cargo en 1872, y esto se ha citado en el contexto de la inmunidad presidencial. Si bien el Departamento de Policía Metropolitana del Distrito de Columbia parece confirmar esta narrativa, no parece haber ninguna documentación contemporánea al respecto, lo que ha provocado que el Sitio Histórico Nacional Ulysses S. Grant cuestionara su historicidad. Una afirmación similar con respecto a Franklin Pierce ha sido descartada como apócrifa por el estudioso de Pierce, Peter Wallner.
Dos vicepresidentes han sido formalmente acusados: Aaron Burr en Nueva York y Nueva Jersey por matar a Alexander Hamilton en un duelo; y Spiro Agnew, quien estaba acusado de varios delitos que no refutó (nolo contendere) al momento de su renuncia. Sin embargo, no se han presentado los mismos argumentos para la inmunidad vicepresidencial que para la presidencial.

### Memorandos de la OLC
En 1973, en medio del escándalo Watergate, la Oficina de Asesoría Legal (Office of Legal Counsel, OLC) del Departamento de Justicia emitió un memorando en el que concluye que es inconstitucional enjuiciar a un presidente en ejercicio. Sus argumentos incluyen que el presidente «es la cabeza simbólica de la Nación. Herirlo mediante un proceso penal es paralizar el funcionamiento de todo el aparato gubernamental tanto en asuntos exteriores como internos». Dice que el plazo de prescripción no debe ser tocado mientras el presidente esté en el cargo, pero sugiere que el Congreso podría extender el plazo de prescripción específicamente para los presidentes. Después de la decisión de la Corte Suprema de los Estados Unidos en Clinton, la OLC emitió un segundo memorando en 2000, distinguiendo la inmunidad presidencial civil y penal y determinando que aún era impropio procesar a un presidente debido al efecto adverso que podría tener sobre su capacidad de gobernar.
Ninguno de los memorandos tiene fuerza de ley, pero ambos son vinculantes dentro del Departamento de Justicia. Debido a que no fueron promulgadas con espacio para comentario público, tampoco califican como derecho administrativo; más bien, son una política procesal interna. Los memorandos no se toman para impedir que se investigue al presidente o incluso que se anuncie la determinación de que el presidente ha infringido la ley, ya que Nixon, Clinton y Donald Trump han sido objeto de investigaciones penales mientras estuvieron en el cargo.

### Determinaciones de fiscales especiales y debate adicional
El personal de Leon Jaworski, el fiscal especial que investigó Watergate, escribió un memorando interno en 1974 en el que concluye que Jaworski podría acusar a Nixon, entonces presidente en ejercicio. Jaworski luego argumentó lo mismo en la corte, pero finalmente se remitió a los poderes del proceso de destitución del Congreso. Nixon más tarde renunció enfrentando un proceso de destitución. En 1998, un consultor de Ken Starr, quien como fiscal independiente estaba investigando a Clinton, escribió un memorando discutiendo el tema con más detalle y llegando a la misma conclusión. Starr redactó una acusación contra Clinton, pero nunca la presentó, sino que informó al Congreso, que acusó y luego absolvió a Clinton.
La cuestión de la inmunidad penal presidencial resurgió durante la presidencia de Donald Trump y investigación del fiscal especial de Robert Mueller. El informe Mueller determinó que Mueller estaba sujeto a los memorandos de la OLC de 1973 y 2000. Mueller descubrió que podía investigar a Trump, pero concluyó que, dado que no podía acusarlo y, por lo tanto, darle la oportunidad de defenderse, no sería justo etiquetar las acciones de Trump como criminales.
En medio de la investigación, Laurence Tribe argumentó en The Boston Globe y en Lawfare que es constitucional enjuiciar a un presidente en funciones, citando un ejemplo hipotético de un presidente que asesina a alguien descaradamente. Philip Bobbitt en Lawfare discrepó respetuosamente con Tribe, en particular con su lógica de que cualquier presidente acusado después de un juicio político será indultado por su sucesor (como con Gerald Ford y Richard Nixon). Walter Dellinger argumentó que un presidente en ejercicio no puede ser juzgado, pero aún puede ser acusado.
Saikrishna Bangalore Prakash compara el razonamiento de la OLC con el de un «monarquista descarado». Él observa una serie de problemas con la inmunidad presidencial de enjuiciamiento, incluida la cuestión de suspender el estatuto de limitaciones. Akhil Reed Amar y Brian C. Kalt ven la suspensión como una posible solución al problema. Kim Wehle ha criticado extensamente los memorandos de la OLC en The Atlantic y Stanford Law & Policy Review, destacando que no tienen fuerza de ley y que el fiscal general podría anularlos en cualquier momento. Wehle llega hasta a decir que, si es necesario, los tribunales federales deberían emitir mandatos judiciales que obliguen al Departamento de Justicia a aplicar las leyes por igual al presidente, una extensión de la lógica utilizada por el entonces juez Brett Kavanaugh en In re Aiken County (2011).